# Нукара, Ренцо
Ренцо Нукара (итал. Renzo Nucara; род. 1955, Крема, Ломбардия) — итальянский художник, один из основоположников направления Cracking Art.

## Биография
Родился в 1955 году в Креме, вскоре вместе с семьей переехал в Бергамо. В Бергамо Ренцо поступил в художественную школу. В 1970 году, он нарисовал «акварельный рисунок, сюрреалистический пейзаж, в котором рука в форме дерева указывает на 4 параллелепипеда в небе», который и предопределил его художественный стиль в будущем. После окончания художественной школы в 1973 году он начал посещать Академию Брера.
В 1970-е годы Нукара узнает о художниках, которые будут иметь наибольшее влияние на его последующую художественную деятельность: Лучо Фонтана, Альберто Бурри.
Первоначально он писал картины маслом. Позже, посещая мастерскую художника Марио Бенедетти, он экспериментировал с новыми техниками: использовал акриловые краски и составлял коллажи. Покинув Академию Брера, он начал работать в студии Ренато Вольпини, где практиковал художественную трафаретную печать, которой занимался долгое время.
При поддержке своего отца, который организует художественные выставки в отелях и магазинах, в конце средней школы он принял участие в первой коллективной выставке, а в 1977 году открыл вою первую персональную выставку в галерее Тичино в Милане.
В 1993 году он познакомился с несколькими бильскими художниками, совместно с которыми была разработана концепция нового художественного направления Cracking Art.

## Галерея изображений

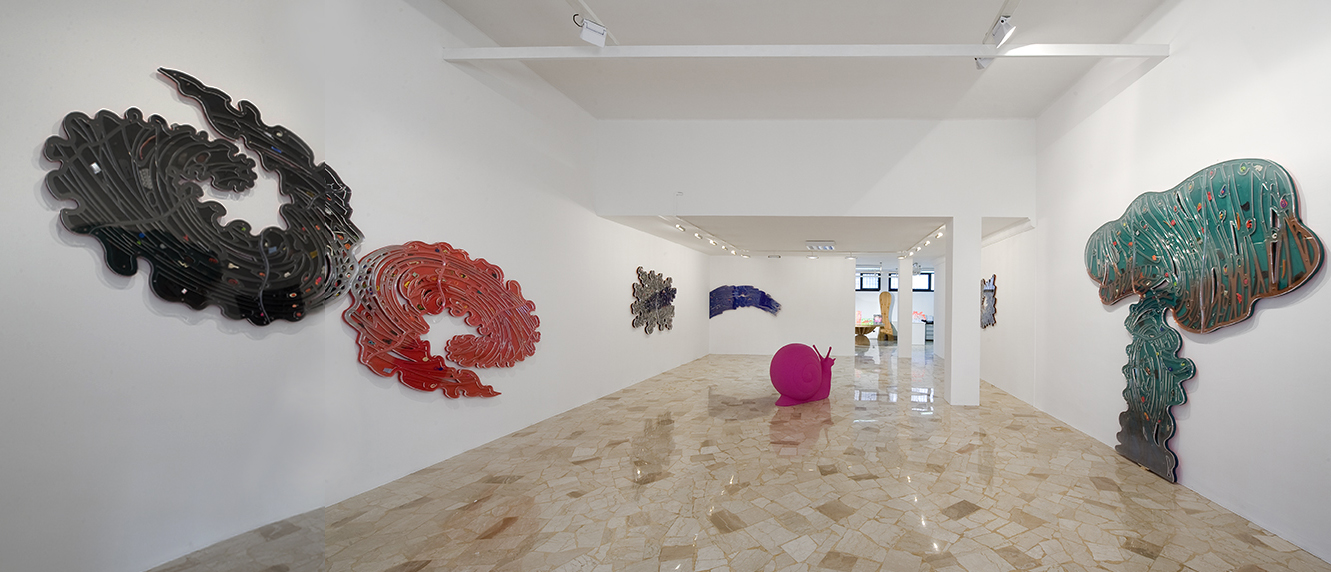
Стратофильм, 2010
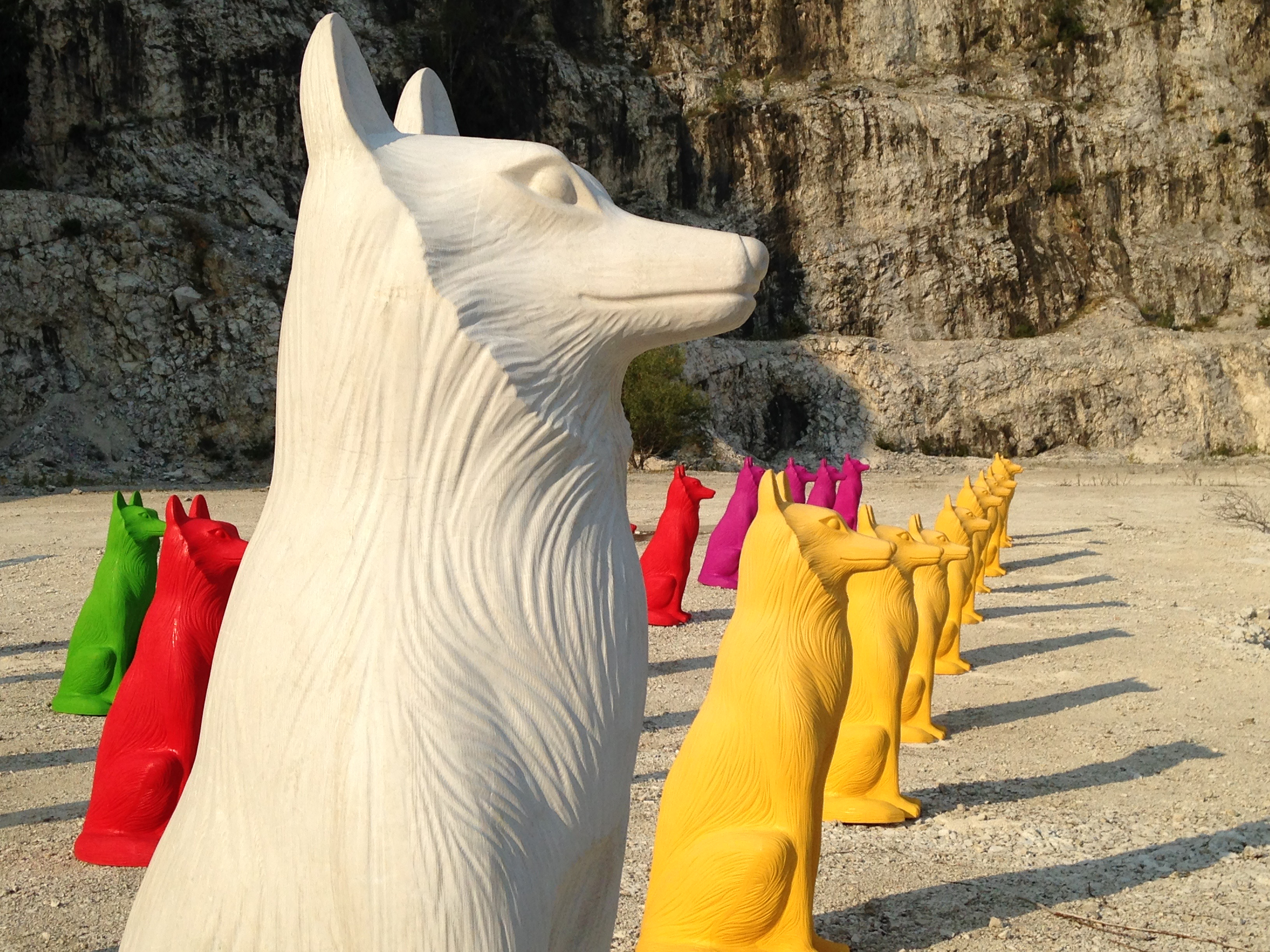
Cave Canem, 2016

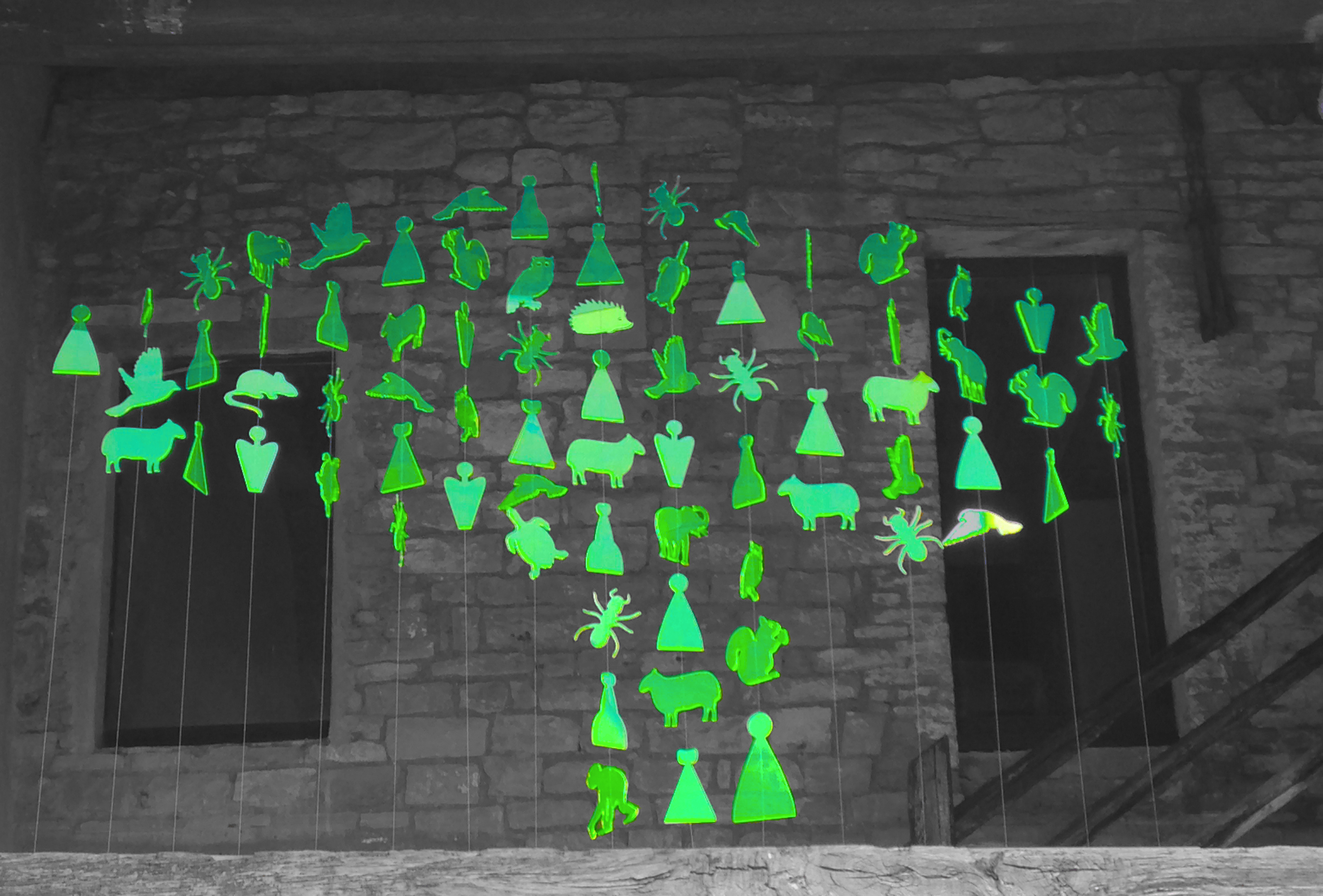
Arbre Magique, 2016
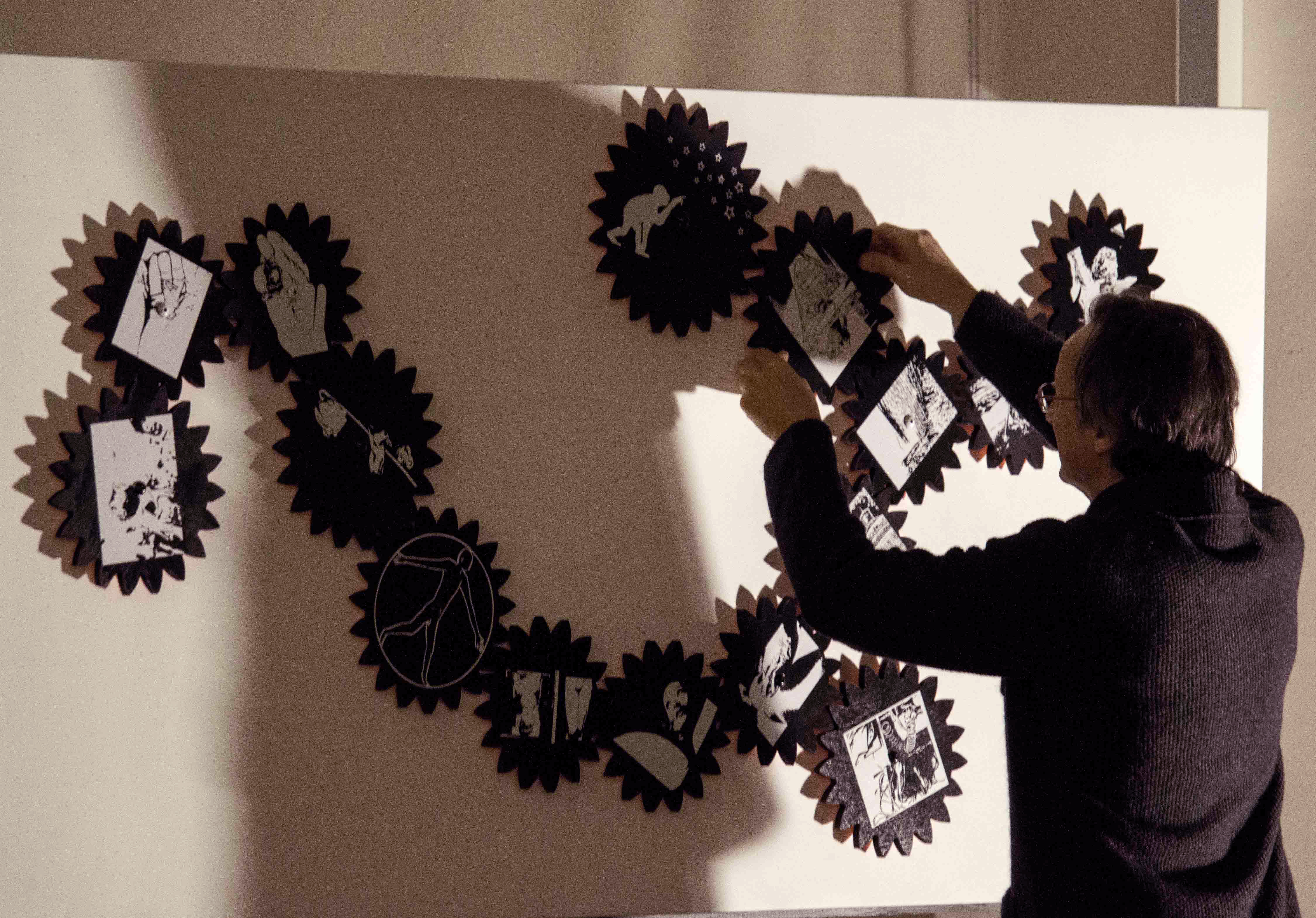
Производительность машины времени, 2016